# Zuzana Klimešová
Zuzana Klimešová, coniugata Gudzaraidze (Praga, 12 gennaio 1979), è un'ex cestista ceca, professionista nella WNBA.
È figlia di due cestisti cecoslovacchi: Vlastibor Klimeš e Dana Ptáčková.

## Carriera
È stata selezionata dalle Indiana Fever al secondo giro del Draft WNBA 2002 (17ª scelta assoluta).
Con la Rep. Ceca ha disputato i Giochi olimpici di Atene 2004, i Campionati mondiali del 2006 e due edizioni dei Campionati europei (2003, 2005).